# GMC Canyon
GMC Canyon – samochód osobowy typu pick-up klasy średniej produkowany pod amerykańską marką GMC od 2004 roku. Od 2023 roku produkowana jest trzecia generacja modelu.

## Pierwsza generacja

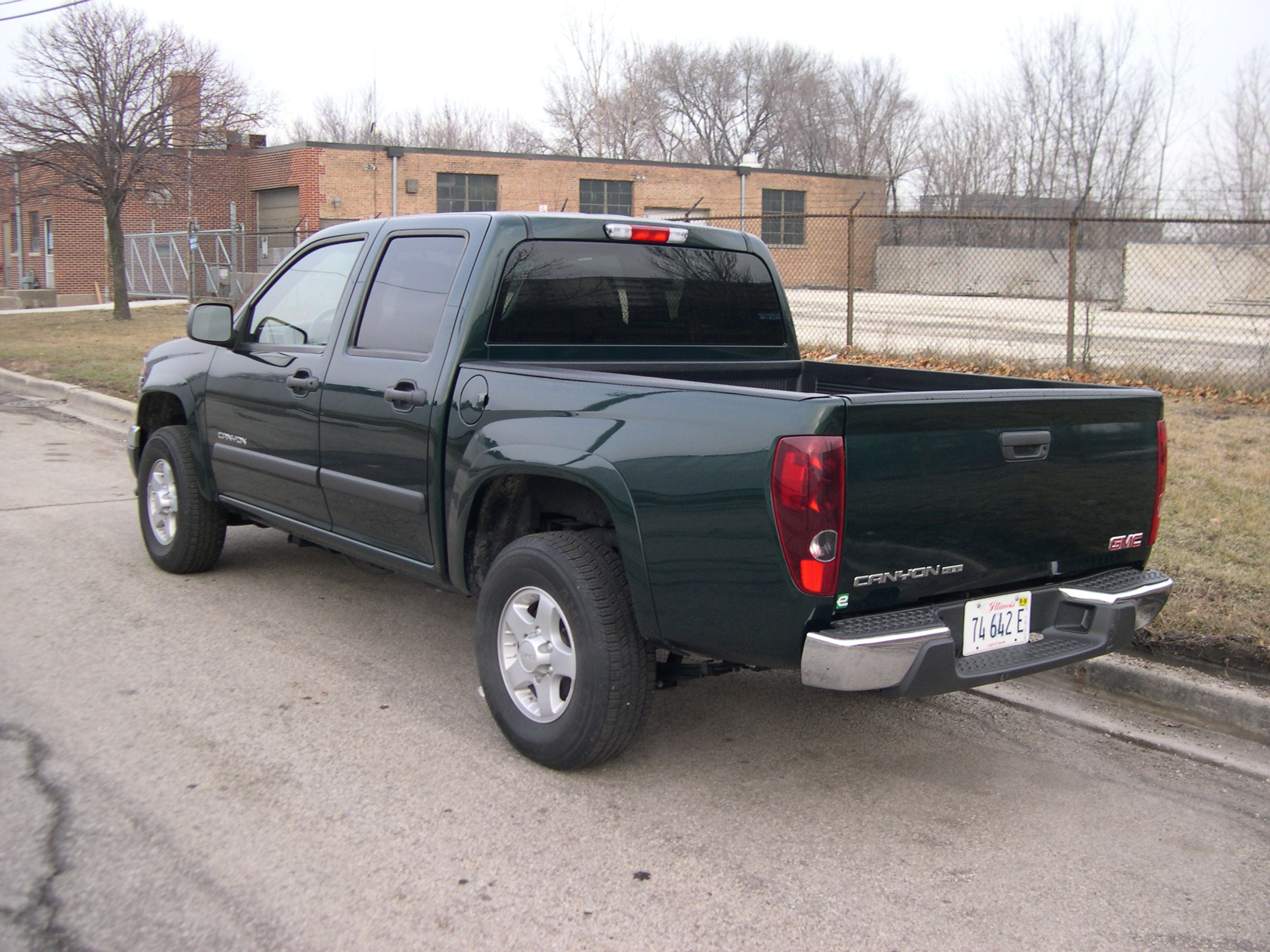
GMC Canyon I - tył

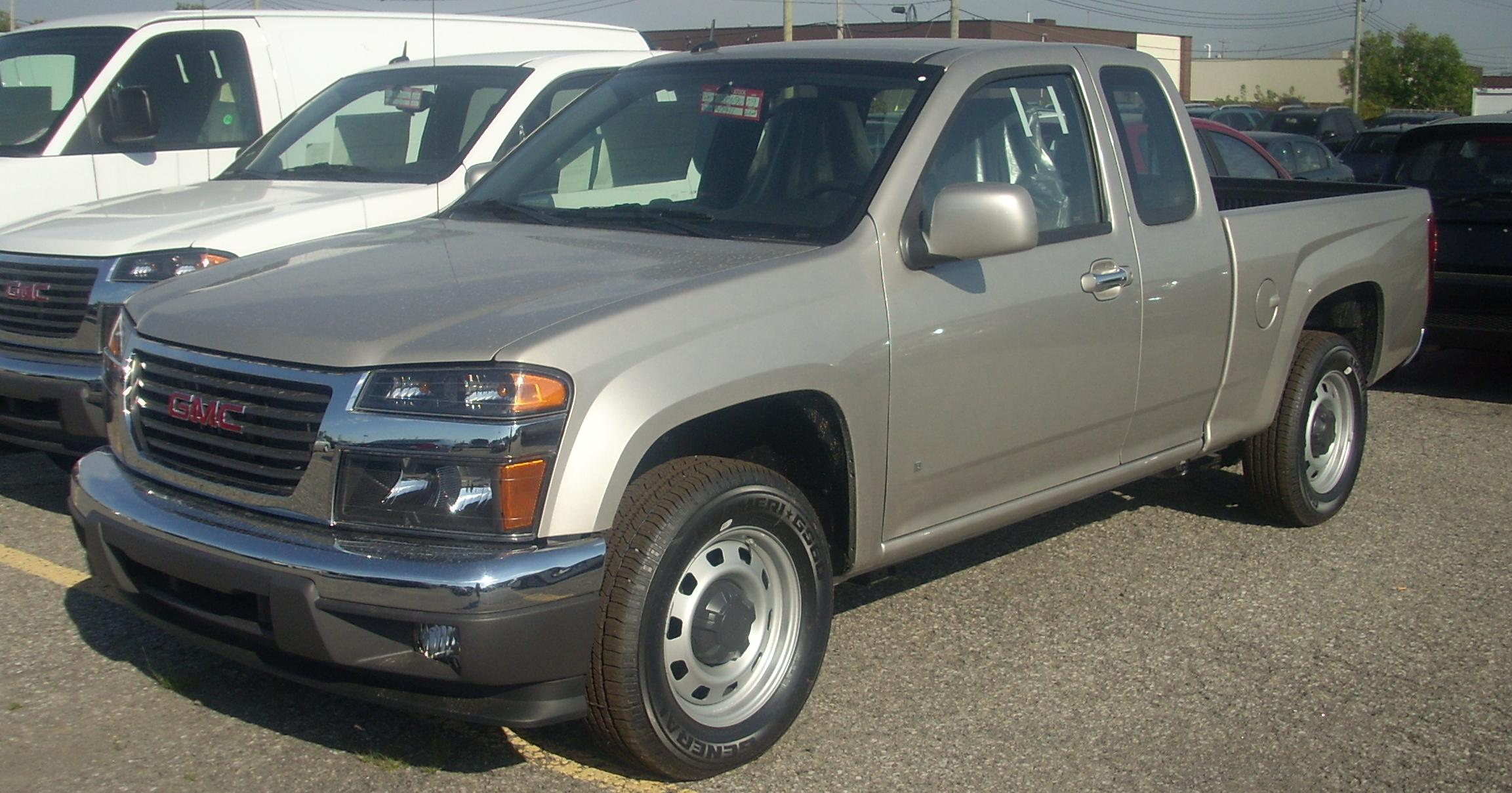
GMC Canyon I Crew Cab

GMC Canyon I został zaprezentowany po raz pierwszy w 2004 roku.
W 2003 roku GMC zdecydowało się opracować w miejsce dotychczas wytwarzanej Sonomy zupełnie nowego, podstawowego pickupa o nowej nazwie Canyon. Powstał on na bazie nowej platformy General Motors o nazwie GMT355, na której zbudowano także bliźniaczego Chevroleta Colorado i Isuzu i-Series, a ponadto - oferowane na światowych rynkach Isuzu D-Max. 
GMC Canyon od swoich bliźniaczych wersji odróżniało się jedynie wypełnieniem atrapy chłodnicy, a także ciemnymi wkładami reflektorów. Ponadto, samochód zachował charakterystyczne dwuczęściowe reflektory. Samochód trafił na rynek w 2004 roku, rok po wariancie Chevroleta.

### Silniki
- L4 2.5l 4JK1-TC
- L4 2.8l LK5
- L4 2.9l LLV
- L5 3.5l L52
- L5 3.7l LLR
- V8 5.3l LH8

## Druga generacja

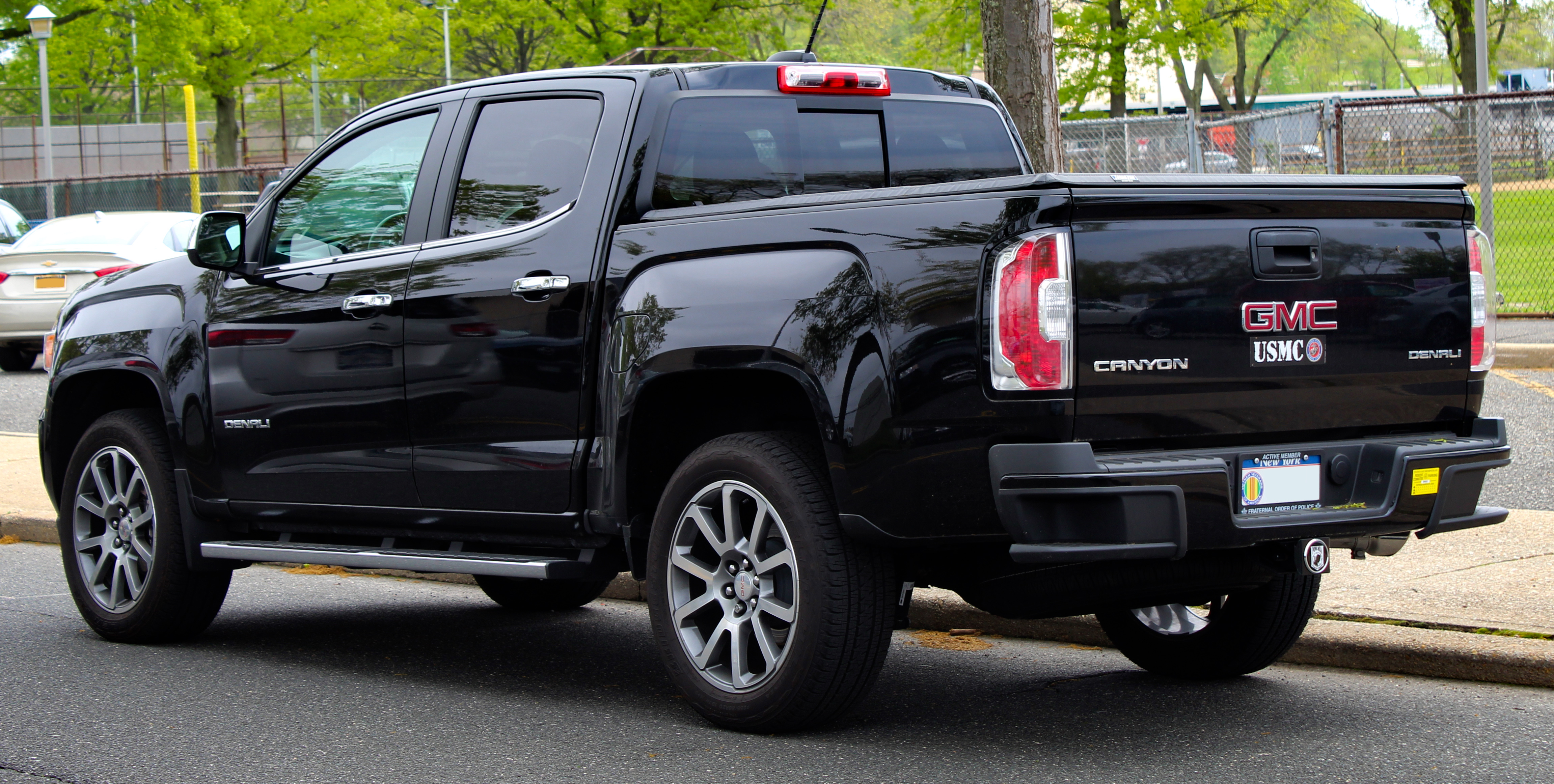
GMC Canyon II Denali - tył

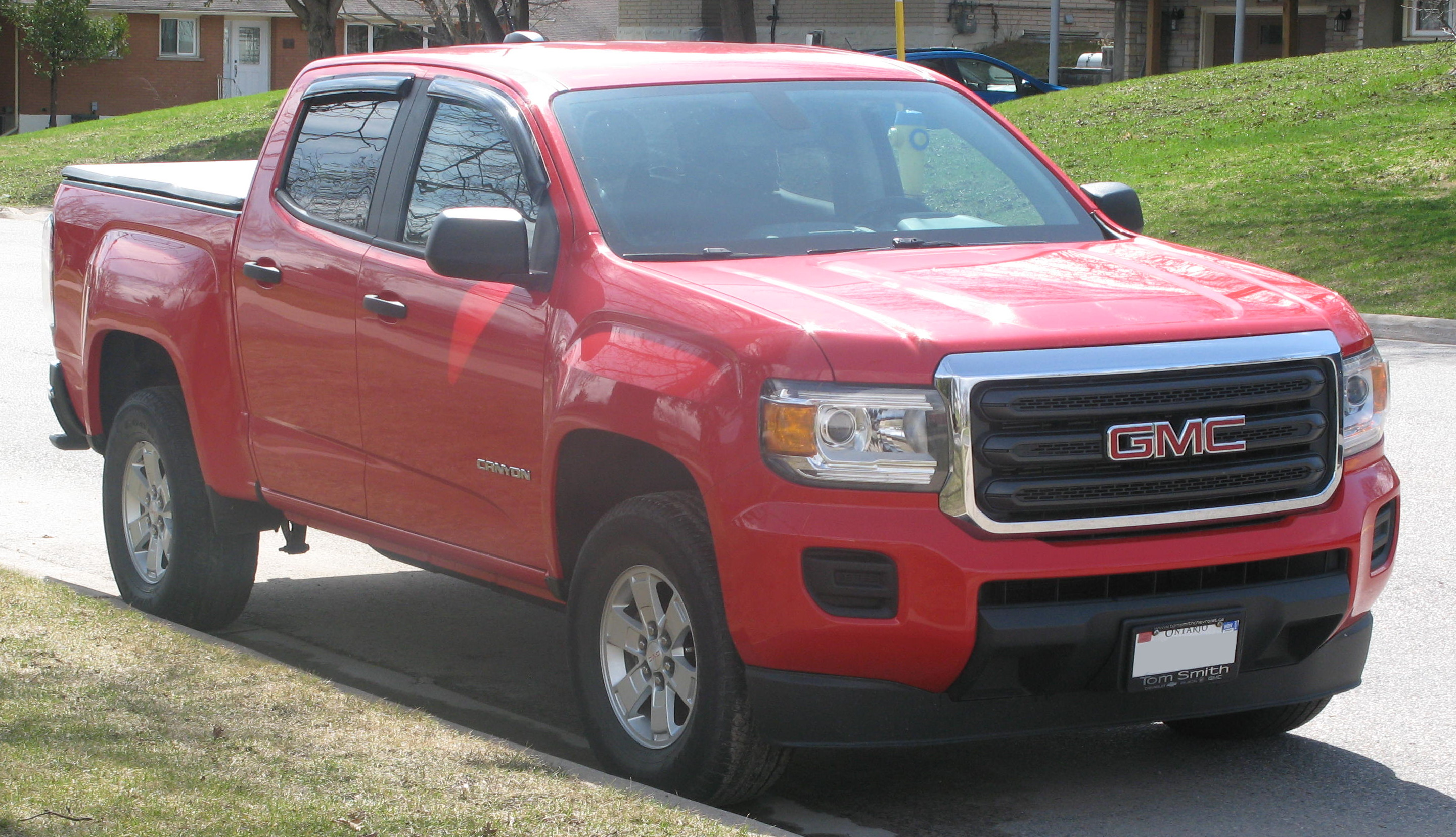
GMC Canyon II Basic

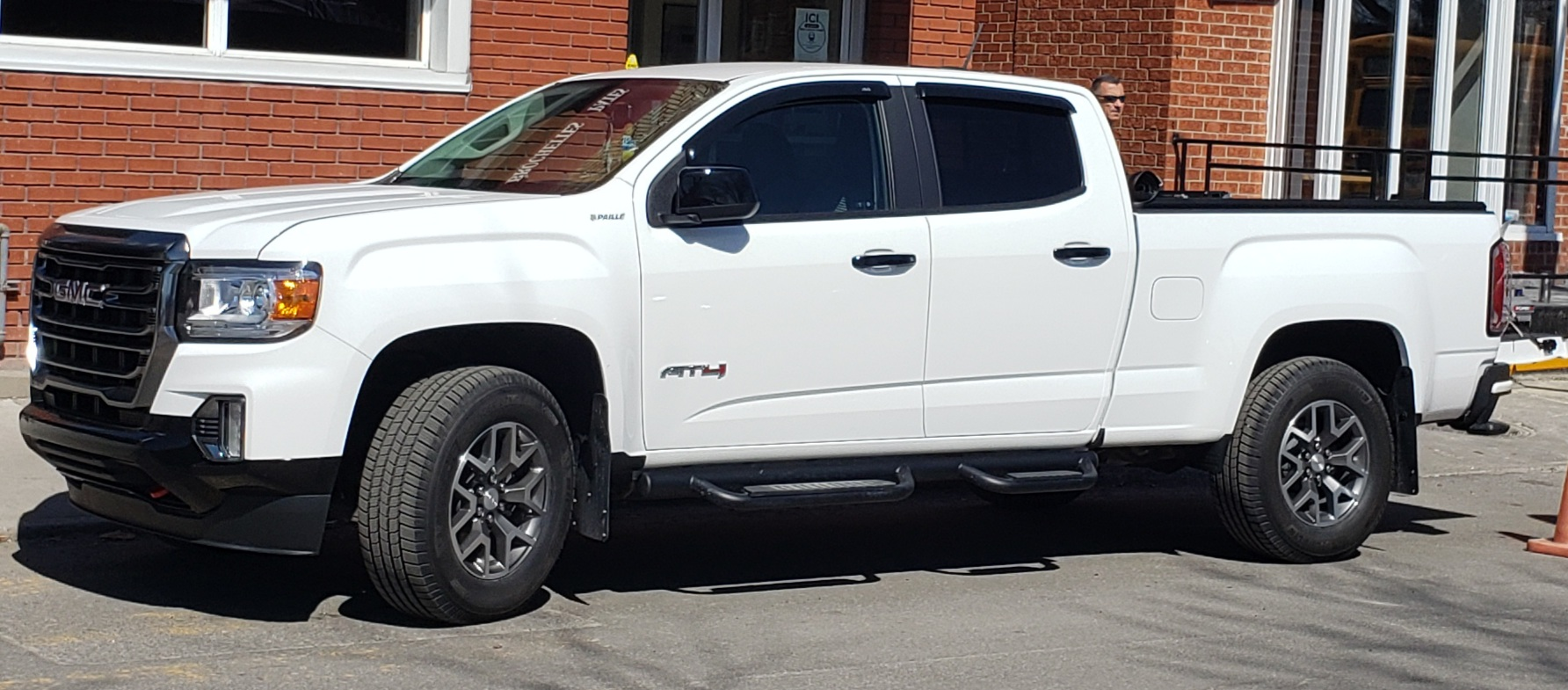
GMC Canyon II po liftingu

GMC Canyon II został zaprezentowany po raz pierwszy w 2014 roku.
Po dwuletniej przerwie, General Motors zdecydowało się wrócić do produkcji swojego podstawowego pickupa plasującego się w ofercie poniżej modelu Sierra. W styczniu 2014 roku zadebiutowała zupełnie nowa druga generacja Canyona opracowana na platformie GMT 31XX, która ponownie posłużyła także do zbudowania nowego wcielenia bliźniaczego Chevroleta Colorado, a także oferowanego na rynkach światowych Isuzu D-Max.
Canyon II stał się wyraźnie większy od poprzednika, a także zyskał bardziej muksularną sylwetkę z wyraźnie zaznaczonymi nadkolami i wysoko poprowadzoną linią okien. W ramach polityki nadawania modelom GMC bardziej indywidualnego charakteru, GMC Canyon zyskało inny w stosunku do Chevroleta Colorado pas przedni z kanciastymi reflektorami i dużą, chromowaną atrapą chłodnicy.

### Lifting
W styczniu 2020 roku GMC przedstawiło Canyona II po modernizacji. Samochód otrzymał inne wkłady reflektorów wykonane w technologii LED, a także większą atrapę chłodnicy z charakterystycznym wycięciem u dołu znanym także z innych modeli marki zmodernizowanych w tym czasie.

### Silniki
- L4 2.5l Duramax
- L4 2.8l EcoTec
- V6 3.6l LFX
- V6 3.6l LGZ

## Trzecia generacja

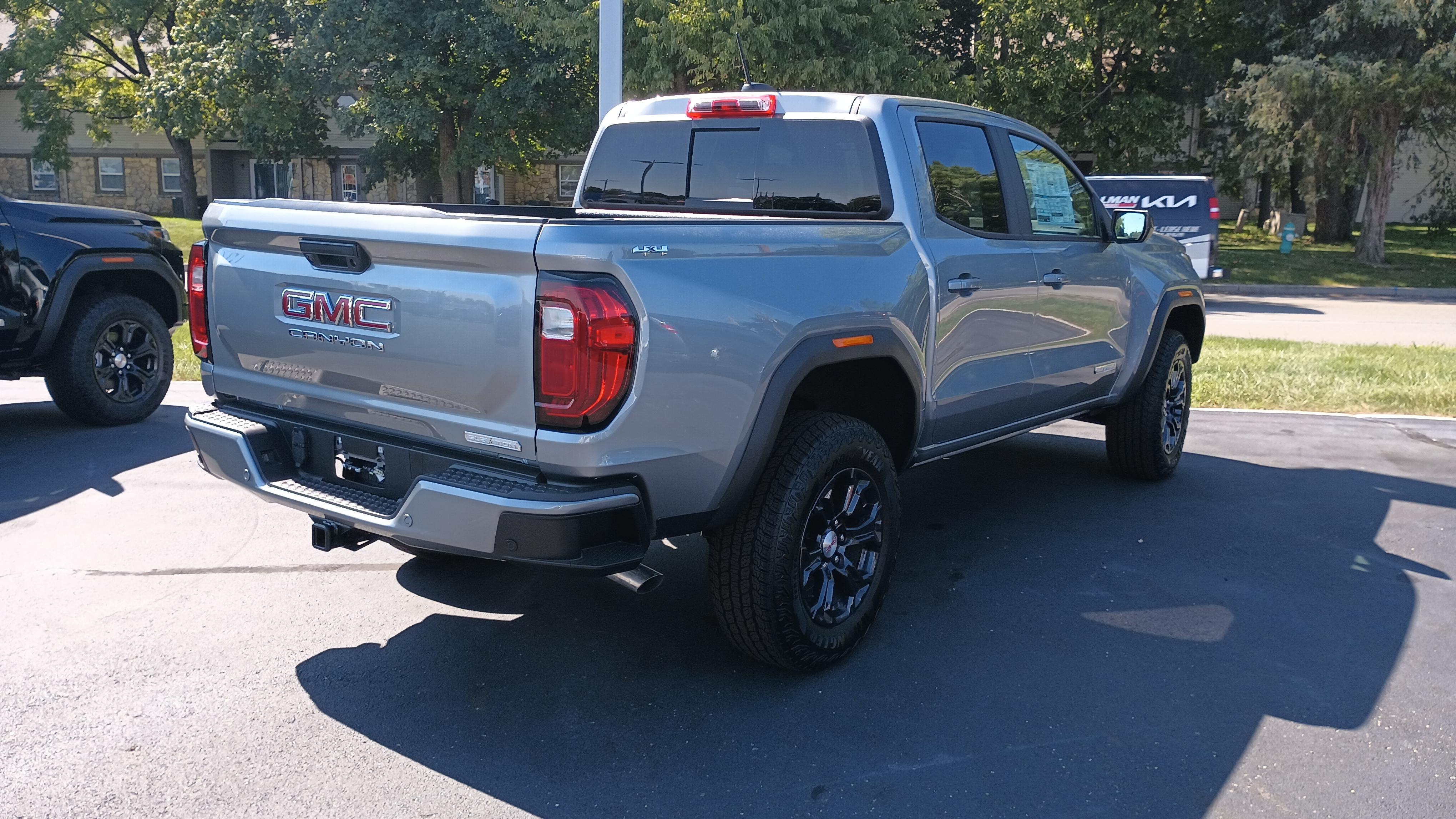
GMC Canyon III - tył

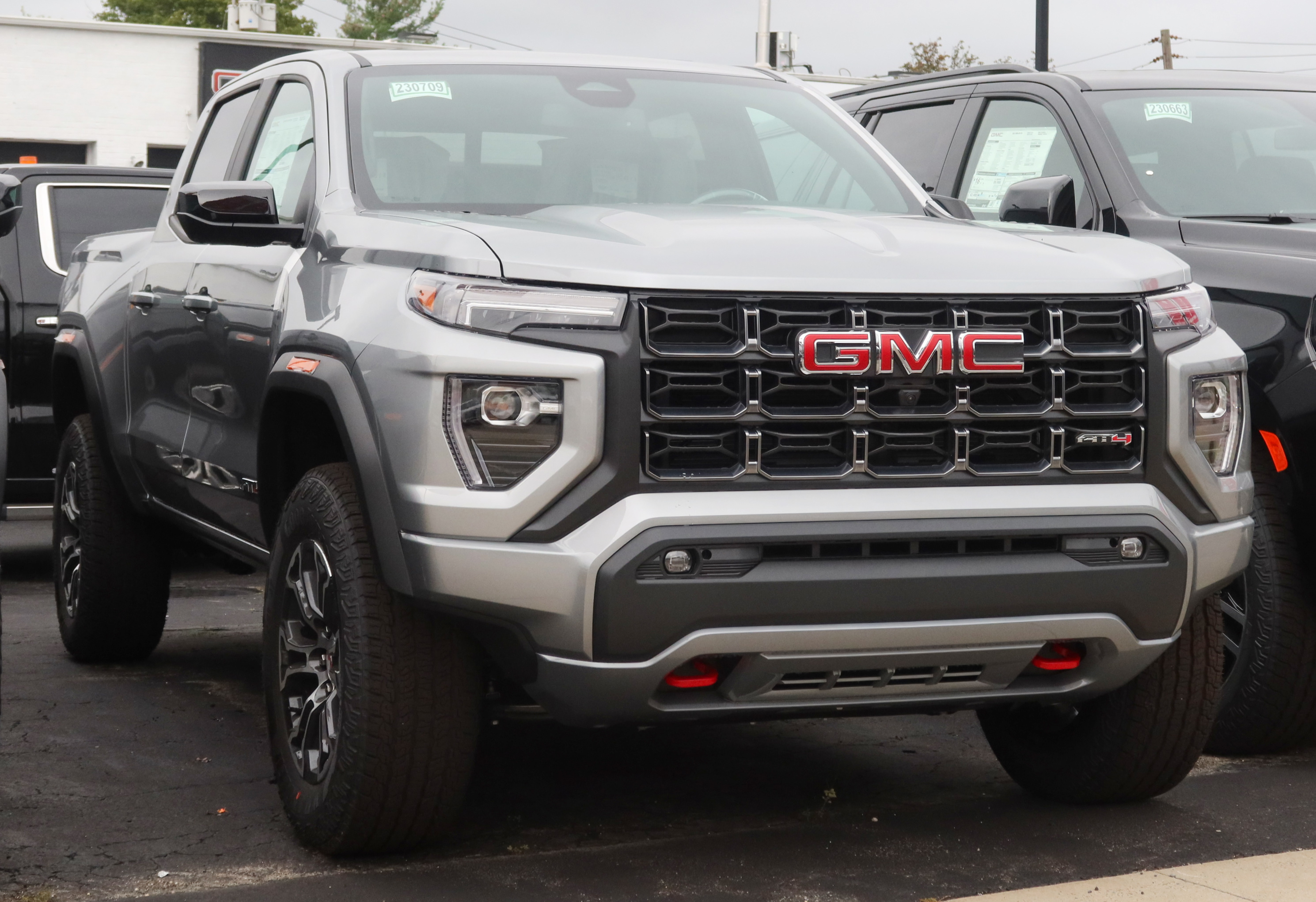
GMC Canyon III AT4

GMC Canyon III został zaprezentowany po raz pierwszy w 2022 roku.
Nieco ponad 8 lat po rynkowej obecności dotychczas produkowanej generacji Canyona na rynku zadebiutowała zupełnie nowa, trzecia generacja podstawowego i najtańszego pickupa w ofercie modelowej GMC. Zadebiutowała ona miesiąc po prezentacji nowego wcielenia bliźniaczego modelu Chevrolet Colorado, podobnie jak dotychczas zbudowanego na zmodernizowanej platformie GMT 31XX-2 koncernu General Motors.
W stosunku do poprzednika, trzecia generacja Canyona zyskała bardziej muskularną sylwetkę z charakterystycznym, dużym chromowanym grillem o bardziej kanciastym niż dotychczas kształcie, oraz dwurzędowymi reflektorami wykonanymi w technologii full LED. Kabina pasażerska zyskała z kolei bardziej minimalistyczno-cyfrowe wzornictwo, zyskując bardziej luksusowy niż dotychczas wystrój.
Po raz pierwszy samochód trafił do sprzedaży w wariancie AT4X o off-roadowej charakterystyce, wyróżniając się większym prześwitem, terenowym ogumieniem i dodatkowym oświetleniem w ochronie przedniego zderzaka. Podobnie jak w Chevrolecie, do napędu Colorado wykorzystany został mniejszy niż dotychczas czterocylindrowy silnik benzynowy o pojemności 2,7 litra i mocy maksymalnej 314 KM.

### Sprzedaż
Początek produkcji trzeciej generacji GMC Canyon został wyznaczony na początek 2023 roku, razem z bliźniaczym Chevroletem Colorado w zakładach General Motors w miejscowości Wentzville w Missouri. Podobnie jak dotychczas, Canyon pozostaje produktem produkowanym i oferowanym wyłącznie z myślą o lokalnym rynku Stanów Zjednoczonych oraz sąsiedniej Kanady].

### Silnik
- R4 2.7l Turbo 314 KM